# Списак универзитета у Хрватској
Универзитети у Хрватској.

## Државни
- Свеучилиште у Дубровнику
- Свеучилиште Јосипа Јураја Штросмајера у Осијеку
- Свеучилиште Јураја Добриле у Пули
- Свеучилиште у Ријеци
- Свеучилиште Север
- Свеучилиште у Славонском Броду
- Свеучилиште у Сплиту
- Свеучилиште у Загребу
- Свеучилиште у Задру

## Приватни
- ВЕРН свеучилиште
- Либертас међународно свеучилиште
- Хрватско католичко свеучилиште